# Златолист (Благоевград)
Златолист је насељено место у општини Сандански у области Благоевград, Бугарска. Према попису из 2021. године блло је 15 становника.
Према бугарском географу и историчару, Василу Канчову, у Златолисту је 1900. године живело 440 Словена хришћана. Село се раније звало Доња Сушица. Црква Светог Ђорђа и 11 старих сеоских кућа мелничког типа су споменици културе. У селу је живела пророчица Преподобна Стојна, која се у Златолист са породицом после Балканских ратова преселила из родног места Хазнатар код Сера у грчкој Македонији.